# (19597) Ryanlee
(19597) Ryanlee (1999 NJ32) – planetoida z pasa głównego asteroid okrążająca Słońce w ciągu 4,79 lat w średniej odległości 2,84 j.a. Odkryta 14 lipca 1999 roku.